# The Iron Throne (Game of Thrones)
"The Iron Throne" é o último episódio da série de televisão de fantasia da HBO, Game of Thrones. É o sexto episódio da oitava temporada e o 73º em geral da série. Escrito e dirigido pelos criadores da série, David Benioff e D. B. Weiss, o episódio foi exibido em 19 de maio de 2019. A recepção por parte dos fãs foi geralmente desfavorável, recebendo altas críticas negativas e rendendo memes na internet.

## Enredo
Jon Snow e Davos Seaworth analisam a destruição que a rainha Daenerys Targaryen fez em Porto Real a fim de destronar a rainha rival Cersei Lannister. Tyrion chora sobre os cadáveres de Cersei e Jaime nas ruínas da Fortaleza Vermelha. Verme Cinzento executa soldados Lannister sob as ordens de Daenerys. Daenerys declara aos exércitos Imaculados e Dothraki que ela libertará o mundo inteiro. Tyrion renuncia publicamente sua posição de Mão da Rainha em protesto e é preso por traição. Arya avisa para Jon que por causa da herança dele como Targaryen, Daenerys irá matá-lo como uma ameaça ao seu governo. Tyrion diz a Jon que apesar do amor de Jon por Daenerys, é dever de Jon matá-la por ela ser a maior ameaça para as pessoas. Tyrion também adverte que Arya e Sansa não obedecerão a Daenerys. Na sala do trono, Jon confronta Daenerys, que a culpa por matar os civis inocentes que Cersei usava como uma maneira de ganhar a guerra. Daenerys declara que não perdoará Tyrion ou os prisioneiros de Cersei Lannister, argumentando que suas execuções - e uma campanha de libertação contínua - são necessárias para estabelecer sua visão de um mundo bom; ela também diz a Jon que os outros não podem decidir o que é bom. Incapaz de dissuadi-la, Jon reafirma sua fidelidade a ela e a apunhala quando se beijam. Jon se aflige; Drogon aparece na sala do trono e derrete o Trono de Ferro e leva o corpo de Daenerys embora. Jon é preso.
Algum tempo depois, dezesseis senhores de Westeros se reúnem para discutir o destino de Jon. Tyrion, ainda prisioneiro, sugere que os futuros monarcas sejam escolhidos por um conselho, em vez de herdarem a coroa. Ele nomeia Bran Stark; os demais concordam, exceto Sansa, que declara a independência do Norte dos Sete Reinos. Bran aceita, nomeia Tyrion sua mão, e sentencia Jon a reingressar à Patrulha da Noite por assassinar Daenerys. Isso apazigua os Imaculados, que vão para Naath, terra natal de Missandei. Tyrion reorganiza o Pequeno Conselho para incluir Bronn (agora Lorde de Jardim de Cima), Sor Brienne, Davos e Samwell Tarly, e eles começam a planejar a reconstrução de Porto Real. Bran, escoltado pelo recém-nomeado Ser Podrick Payne, reúne-se brevemente com o Conselho e se encarrega de encontrar Drogon. Arya zarpa para explorar os mares desconhecidos a oeste de Westeros. Sansa é coroada rainha no norte pelos senhores do norte. Jon se junta a Tormund Giantsbane, Fantasma e um grande grupo de Selvagens na floresta além da Muralha.